# 유리가면 (2012년 드라마)
《유리가면》은 tvN에서 2012년 9월 3일부터 2013년 4월 4일까지 매주 월요일 ~ 목요일 오전 9시 45분에 방송된 아침드라마이다.

## 기획 의도
살인자의 딸로 태어난 한 여자의 생존과 복수담을 그린 드라마.

## 등장 인물

### 주요 인물
- 서우 : 강이경 / 가짜 서정하 역 (아역 정다빈)
- 이지훈 : 김선재 역
- 박진우 : 김하준 역
- 김윤서 : 강서연 역 (아역 안은정)

### 그 외 인물
- 양금석 : 정혜란 역
- 정애리 : 심해순 역
- 강신일 : 강인철 역
- 기주봉 : 신기태 역
- 김희정 : 김영희 역
- 구보석 : 박성도 역
- 김미려 : 안미영 역
- 장준유 : 유난 역
- 윤박 : 강건 역
- 김광영 : 차현태 역
- 조재룡 : 이정학 역
- 정민성 : 도진욱 역
- 윤서현 : 소대용 역
- 전진기 : 김도식 역
- 박건락 : 서정팔 역
- 한인수 : 서용복 역
- 이슬비 : 진짜 서정하 / 김하라 역
- 김정학 : 김준호 역
- 이종구 : 오일환 역
- 맹봉학 : 유민기 역
- 박규점 : 피델리 이사 역
- 고진명 : 피델리 이사 역
- 김광인 : 피델리 이사 역
- 정이연 : 진이의 어린이집 선생님 홍지수 역
- 전헌태 : 김하준을 체포하는 경찰 역
- 이신애 : 한나 역
- 김태영 : 윤 박사 역
- 홍승모 : 송민철 역
- 단강호 : 신기태 주치의 역
- 민준현 : 서울지방국세청 조사관 역

## 결방과 연장
- 2012년 11월 16일 서우가 촬영장으로 가는 도중 교통 사고를 당해 11월 21일과 11월 22일 방송분은 스페셜로 방송되었다.
- 유리가면 방영 분량이 120부작에서 2회 연장되어 122부작으로 변경.확정되었다.

## 경쟁 프로그램
- 사랑아 사랑아 (KBS2)
- 삼생이 (KBS2)
- 천사의 선택 (MBC)
- 사랑했나봐 (MBC)
- 너라서 좋아
- 당신의 여자 (SBS)

## 같이 보기
- 아내의 유혹 (SBS)
- 가시꽃 (JTBC)